# Peter Zumthor

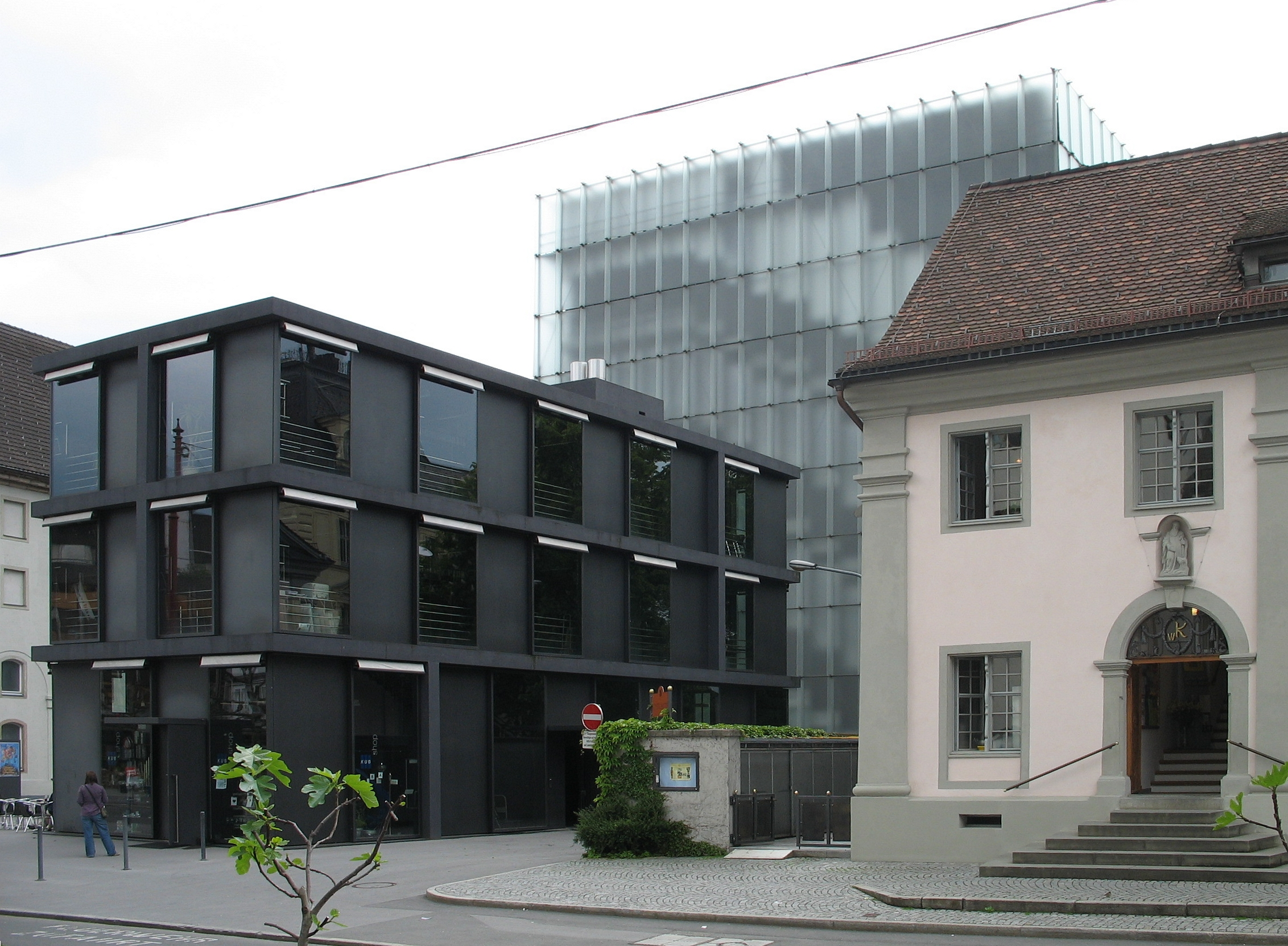
Dom Sztuki w Bregencji

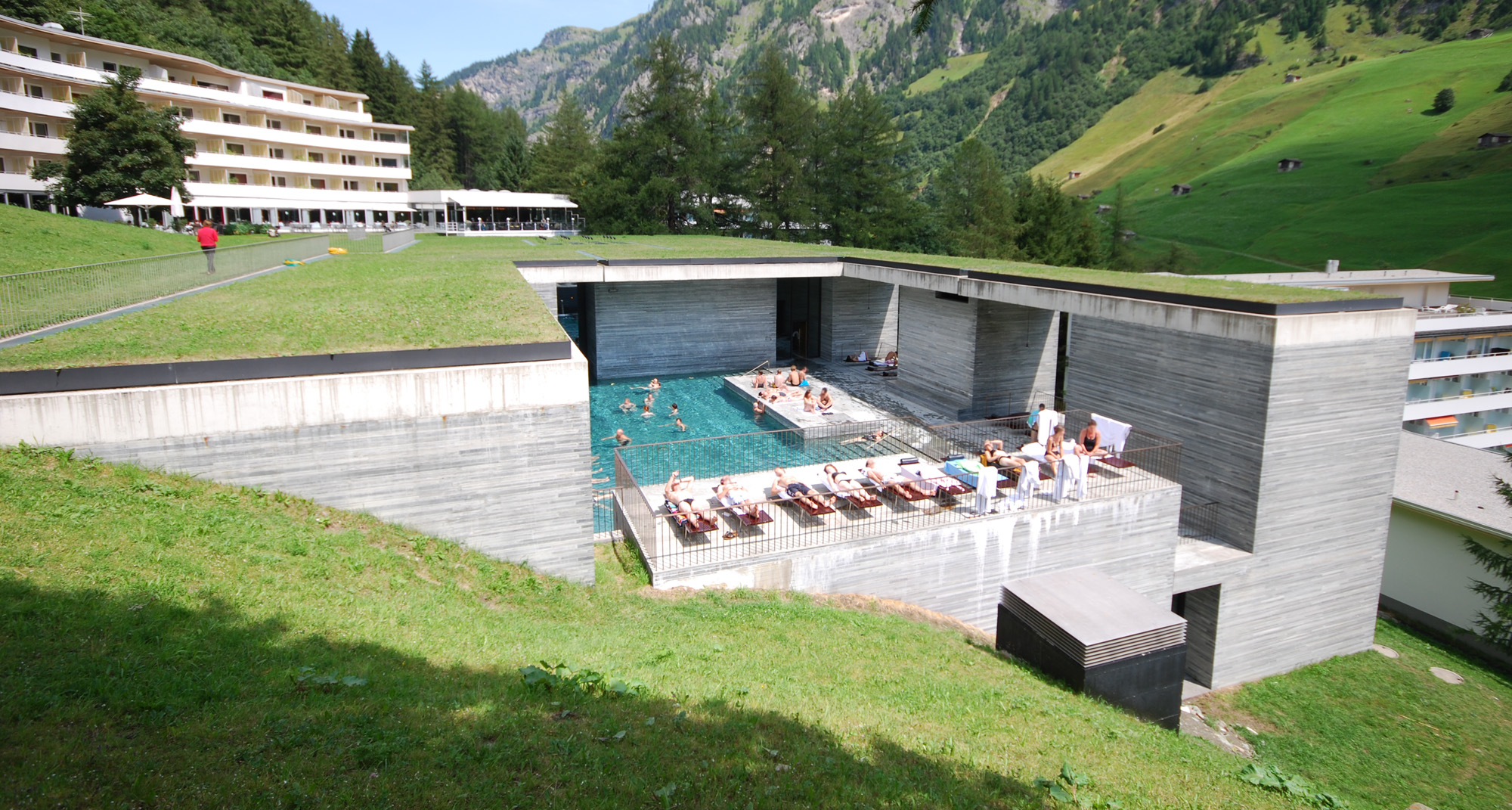
Termy w Vals

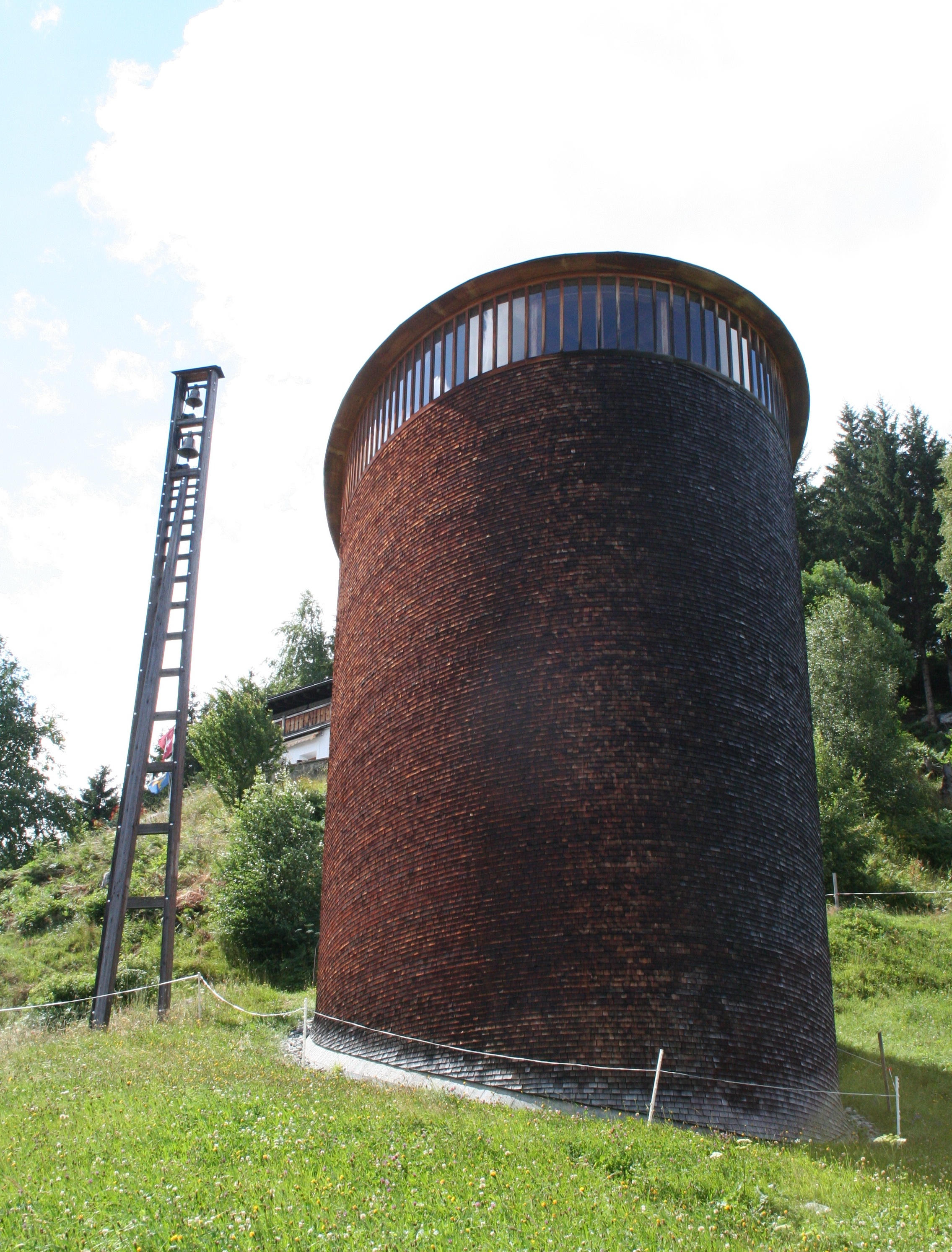
Kaplica Świętego Benedykta w Sumvtig

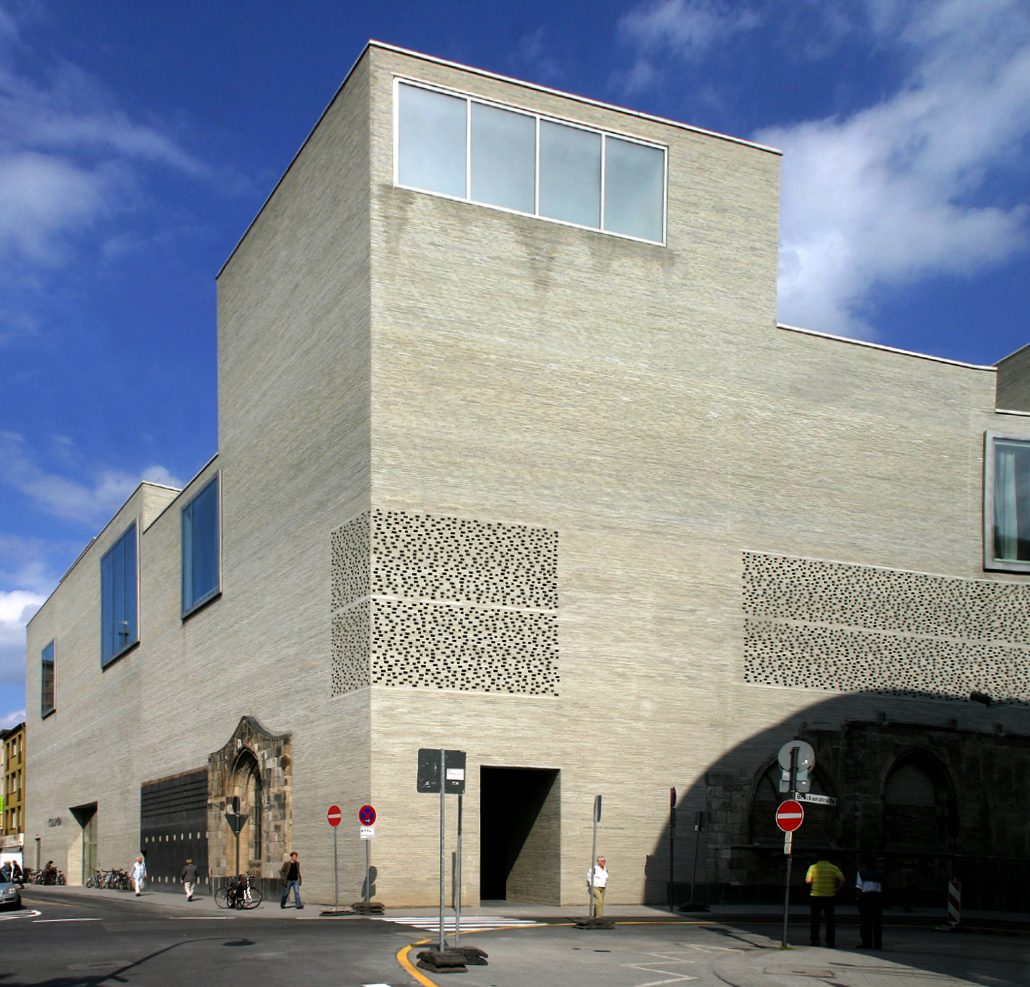
Muzeum w Kolonii

Peter Zumthor (ur. 26 kwietnia 1943 w Bazylei) – szwajcarski architekt nagrodzony w 2009 Nagrodą Pritzkera, nagrodą im. Miesa van der Rohe czy Royal Gold Medal w 2013.

## Życiorys

### Wczesne życie i edukacja
Zumthor urodził się w Bazylei, jako syn stolarza. W 1958 rozpoczął pracę stolarza w zakładzie swojego ojca. W 1963 zaczął uczyć się w swoim rodzinnym mieście w Szkole Sztuki Użytkowej (Kunstgewerbeschule).
Studiował w Pratt Institute w Nowym Jorku w latach 60. W 1968 zaczął pracę w Dziale Ochrony Zabytków w kantonie Graubünden. 

### Kariera i wyróżnienia
W 1979 r. otworzył własną pracownię architektoniczną w Haldenstein. W 1988 był profesorem wizytującym w Southern California Institute of Architecture w Los Angeles. Od tego czasu był profesorem wizytującym także na m.in. Uniwersytecie Technicznym w Monachium czy Uniwersytecie Harvarda. 
W 1998 r. Zumthor otrzymał Nagrodę Architektoniczną Carlsberga oraz Nagrodę im. Miesa van der Rohe. W 2006 otrzymał Thomas Jefferson Medal in Architecture przyznawany przez Uniwersytet Wirginii. Dwa lata później otrzymał nagrodę Praemium Imperiale, a w 2009 został wyróżniony Nagrodą Pritzkera. W 2013 otrzymał Royal Gold Medal przyznawany dla architektów przez Royal Institute of British Architects.

## Styl
Jego budynki odkrywają namacalną i zmysłową jakość przestrzeni i materiałów zachowując minimalistyczne podejście. Zumthor od wczesnych projektów praktykuje szacunek dla miejsca, w którym tworzy i materiałów, z których buduje. Część jego prac to połączenie w jednym projekcie tradycji i nowoczesności, jak chociażby kaplica św. Benedykta w mieście Sumvtig, w projekcie której zawarł wiele drewnianych elementów nawiązujących do tradycji regionu, jednocześnie narzucając nowoczesną surowość przestrzeni przepełnioną naturalnym światłem.  
Przeważnie jego budynki reprezentują tendencję minimalistyczną. W każdym swoim projekcie architekt skupia się na istocie detalu. Bardzo ważną rolę w jego budynkach ma światło, które to nadaje charakteru przestrzeniom. 

## Literatura
„Thinking Architecture”
W tej książce Peter Zumthor wyraża swoją motywację do projektowania budynków, które przemawiają do naszych uczuć i świadomości na wiele różnych sposobów i które posiadają potężną i niewątpliwą prezencję i osobowość.
Tę książkę ilustrują kolorowe fotografie Laury Padgett nowego domu i pracowni Zumthora w Haldenstein.
„Atmospheres”
„Atmospheres” są poezją o architekturze oraz oknem do osobistego źródła inspiracji Zumthora.
W dziewięciu krótkich, ilustrowanych rozdziałach uporządkowanych jako proces samoobserwacji, Peter Zumthor opisuje co miał na myśli tworząc atmosferę w zaprojektowanych przez siebie domach.
„Peter Zumthor Therme Vals”
Ta książka jest studium tego pojedynczego budynku, uwypuklona przez własne, oryginalne szkice architekta i plany jego projektu oraz uderzające fotografie konstrukcji Hélene Binet.
„Seeing Zumthor”
„Seeing Zumthor” reprezentuje unikalną współpracę pomiędzy Zumthorem i szwajcarskim fotografem Hansem Danuserem, zawierający zdjęcia Danusera budynków zaprojektowanych przez Zumthora.

## Wybrane dzieła
- 1983 Szkoła Podstawowa w Churwalden, Gryzonia, Szwajcaria.
- 1983 Dom Räth, Haldenstein, Gryzonia, Szwajcaria.
- 1986 Atelier Zumthora, Haldenstein, Gryzonia, Szwajcaria.
- 1986 Ogrodzenie dla rzymskich wykopalisk archeologicznych, Chur, Gryzonia, Szwajcaria.
- 1988 Kaplica Świętego Benedykta, Sumvitg, Gryzonia, Szwajcaria.
- 1990 Museum Sztuki Chur, Gryzonia, Szwajcaria.
- 1993 Dom dla osób starszych, Masans, Chur, Gryzonia, Szwajcaria.
- 1994 Gugalun House Dom Truog, Versam, Gryzonia, Szwajcaria.
- 1996 Osiedle w Spittelhof, Biel-Benken, w Bazylei, Szwajcaria.
- 1996 Kościół Serca Jezusowego w Monachium, Niemcy.
- 1996 Łaźnie w Vals, Gryzonia, Szwajcaria.
- 1997 Dom Sztuki w Bregencji, Vorarlberg, Austria.
- 1997 Topografia Terroru, Międzynarodowa Wystawa i Centrum Dokumentacji, Berlin, Niemcy, częściowo zbudowane, porzucone, wyburzone w 2004.
- 1997 Libańskie Centrum Ruchu i Tańca w Londynie, Wielka Brytania.
- 1997 Willa nad jeziorem Zuryskim w Küsnacht, Szwajcaria.
- 1997 Lekka Forma Zespołu Zumtobela, Zurych, Szwajcaria.
- 1999 Rezydencja Cloud Rock na pustkowiu Moab.
- 1998–1999 Krajobraz Poetycki w Bad Salzuflen, Niemcy
- 1999–2002 Hotel Górski Tschlin Graubünden, Szwajcaria
- 2000 Pawilon Szwajcarii EXPO 2000, Hanower, Niemcy.
- 2000– Dom Annalisa w Leis, Gryzonia, Szwajcaria.
- 2001– Rozbudowa Pensjonatu Briol 2001- Barbian-Dreikirchen, Południowy Tirol, Szwajcaria.
- 2001–2004 Budynek Apartamentowy Harjunkulma Jyväskylä, Finlandia.
- 2001– Galeria I Ching Nowego Jorku, NY, USA.
- 2001– Letnia Restauracja wyspa Ufnau Jezioro Zuryskie, Szwajcaria.
- 2000– Centrum Sztuki Dia Nowego Jorku, NY, USA.
- 2002 Dom Luzi w Jenaz, Gryzonia, Szwajcaria.
- 2002– Przebudowa Fabryki w Leiden, Holandia.
- 2003 Galeria Sztuki za domem Giesa, Berlin, Niemcy.
- 2003– Muzeum Kopalni Cynku Almannajuvet Sauda, Norwegia.
- 2003– Centrum Nauki i Parku Krajobrazowego Risch, Zug, Szwajcaria.
- 2004 Winiarnia Pingus, Hiszpania.
- 2005 Valbuena del Duero, Hiszpania.
- 2005 Prywatny Dom Zumthora Haldenstein, Szwajcaria.
- 2005 Hotel w Termach w Vals, Renowacja i rozbudowa Vals, Szwajcaria
- 2006 Projekt eleganckiego życia dla miasta Lucerny, Lucerna, Szwajcaria
- 2007 Kaplica braci Klaus Mechernich, Niemcy.
- 2007 Muzeum Diecezjalne Sztuki Kolumba Kolonia (Köln), Niemcy.
- 2007 Miejsce Pamięci poświęcone palonym czarownicom w Finnmark, Vardø, Norwegia

## Wystawy
- 1988 Galeria Architektury, Lucerna, Szwajcaria
- 1989 Graz, Linz, Innsbruck, Bolzano
- 1990 Federalny Instytut Technologiczny, Lozanna, Szwajcaria.
- 1991 group exhibition, „Tabula Rasa, 25 Künstler im Stadtraum von Biel”, Biel/Bienne, Szwajcaria.
- 1994 group exhibition, „Construction Intention Detail”, Uniwersytet Austin, Austin Texas,
- 1994 Izba i Stowarzyszenie Węgierskich Architektów, Budapeszt, Węgry.
- 1995 „Light Construction”, grupowa wystawa, Museum of Modern Art, Nowy Jork, USA.
- 1995 Galeria Zachodnia Aedes, Berlin, Niemcy.
- 1996 School of Architecture, Architectural Association, Londyn, Wielka Brytania.
- 1996 Galeria Dessa, Lublana, Słowenia.
- 1996 Architekturmuseum Schwaben, Augsburg, Niemcy.
- 1996 „Emerging Voices”, grupowa wystawa, VI Międzynarodowa Wystawa Architektury, Biennale, Wenecja Włochy.
- 1996 Forum Architektury, Zurych, Szwajcaria.
- 1997 Galeria Architektury Lucerna, Szwajcaria.
- 1998 „The Architecture of Peter Zumthor in Photographs by Hélène Binet”, wystawa przenośna, Muzeum Sztuki Bündner, Chur, Szwajcaria.
- 1999 „Peter Zumthor – Zdjęcia Hélène Binet”, Muzeum Architektury, Sztokholm, Szwecja.
- 2001 „Peter Zumthor – wystawa studia” w kościele diecezjalnym Diöz Kolumba w Kolonii, Niemcy.
- 2002 „Next”, grupowa wystawa, VIII Międzynarodowa Wystawa Architektury, Biennale, Wenecja Włochy.

## Nagrody
- 1987 Wystawa najlepszych budowli kantonu Gryzonii, Szwajcaria.
- 1989 Medal Heinricha Tessenowa, Politechnika w Hanowerze, Niemcy.
- 1991 Gulam, Europejska Nagroda Wiid-Glue.
- 1992 Międzynarodowa Nagroda Architektoniczna dla Nowych Budowli w Alpach, Gryzonia, Szwajcaria.
- 1993 Najlepszy Budynek 1993 '10 dla '10, Gryzonia, Szwajcaria.
- 1994 Wystawa najlepszych budowli kantonu Gryzonii, Szwajcaria.
- 1995 Międzynarodowa Nagroda dla Architektury z Kamienia, Fiera di Verona, Włochy.
- 1995 Międzynarodowa Nagroda Architektoniczna dla Nowych Budowli w Alpach, Gryzonia, Szwajcaria.
- 1996 Nagroda Ericha Schellinga z Architektury, Niemcy.
- 1998 Nagroda Architektoniczna Carlsberga.
- 2006 Spirit of Nature Wood Architecture Award.
- 2006 Medal z Architektury Thomasa Jeffersona, Uniwersytet w Wirginii.
- 2008 Praemium Imperiale, Nagroda Stowarzyszenia Sztuki Japońskiej
- 2009 Nagroda Pritzkera

## Filmy
- Pritzker-Preis für Peter Zumthor. Reportaż, Niemcy, 2009, Produkcja: ZDF, Premiera: 22 maja 2009, online-Video, 5:49 Min.